# Banksön
Banksön (engelska: Banks Island) är en ö belägen i Beauforthavet. Den tillhör Northwest Territories, Kanada. Det är den västligaste av de stora öarna i den kanadensiska polararkipelagen. Öns yta är 70 028 km² och befolkningen uppgick 2006 till 122 invånare, alla bosatta i Sachs Harbour på sydkusten. Bortsett från höjdryggar i norr och söder består ön av lågland med åsar och gräsklädd tundra. På Banksön finns det ett stort bestånd av myskoxe. Sachs Harbour är bas for fångstfolk och för oljeletning. Nationalparken Aulavik (cirka 12 000 km²) etablerades 1992.
Ön är uppkallades 1819 efter den brittiske naturforskaren Joseph Banks efter en upptäckt av William Edward Parry.